# 11813 Ingorichter
A 11813 Ingorichter (ideiglenes jelöléssel (11813) 1981 EQ23) a Naprendszer kisbolygóövében található aszteroida. Schelte J. Bus fedezte fel 1981. március 3-án.

## Kapcsolódó szócikk
- Kisbolygók listája (11501–12000)